# Louis-Étienne Brevet de Beaujour
Pour les articles homonymes, voir Brevet (homonymie) et Beaujour.
Louis-Étienne Brevet de Beaujour est un homme politique français né le 25 janvier 1763 à Angers (Maine-et-Loire) et décédé le 15 avril 1794 à Paris.
Avocat du roi au présidial d'Angers, il est député du tiers état aux États généraux de 1789 pour le bailliage d'Anjou. Siégeant à gauche, il est secrétaire de l'assemblée en août 1790. Il devient haut-juré de Maine-et-Loire en 1791. Considéré comme suspect, il est arrêté, condamné à mort et exécuté.

## Sources
- « Louis-Étienne Brevet de Beaujour », dans Adolphe Robert et Gaston Cougny, Dictionnaire des parlementaires français, Edgar Bourloton, 1889-1891 [détail de l’édition]